# エイケン (アニメ制作会社)
株式会社エイケン（英: EIKEN Co.,Ltd.）は、日本のアニメ制作会社。株式会社ADKエモーションズの連結子会社。日本動画協会正会員。

## 沿革

### 前史
1952年、テレビの放送開始に合わせ、テレビ受像機の輸入販売会社として、当時のヤナセ社長である梁瀬次郎の発案で日本テレビジョン株式会社（Television Corporation of Japan Co.,Ltd.、以下TCJ）を設立。
テレビの普及が予想以上に早かったことから、1950年代半ばにはサイドビジネスとして、テレビCMの制作に手を出すようになり、そのCM制作の方が本業になっていった。そのCM制作の際にアニメCMを多く手掛けていた事が、エイケン発足のきっかけとなる。

### TCJ映画部発足～動画センター分社設立
1963年、『鉄腕アトム』の影響でアニメブームが起きる直前、アニメCMの制作陣を分離独立する形で、TCJ映画部を発足。彼らを真っ先にテレビアニメ制作に当たらせ、『仙人部落』を制作した。
その後は『鉄人28号』のヒットで、経営は軌道に乗る。最盛期は作画から編集に至るまで、300名以上の従業員を抱えていた。
1969年3月10日、テレビアニメ制作を担っていた映画部が株式会社テイ・シー・ジェー動画センターとして分社化。映画部部長の村田英憲が社長に就任。これを現在のエイケンの創業とした。
同時期、これまでアニメ制作の中心だった企画室長の高橋茂人が上司の村田と袂を分かつ形で独立。瑞鷹を興した。
分社化に伴い、人員を大幅に削減して経営をスリム化。社屋を東京都港区港南（品川）から荒川区南千住の東京スタジアム（現在の荒川総合スポーツセンター）付近に移転した。
同年10月5日、『サザエさん』（フジテレビ系列）放送開始。
1979年9月16日、最高視聴率 39.4%を記録（ビデオリサーチ調べ、関東地区・世帯・リアルタイム）。放送開始から半世紀以上経過した現在も安定した視聴率を獲得する長寿番組に成長。国民的アニメとして広く認知される。以後、『サザエさん』の制作がエイケンの経営の柱となる。
『サザエさん』はアニメ業界のデジタル化、ハイビジョン化を経てもハンドトレス、セル彩色、フィルム撮影といったアナログ作業工程を長らく堅持し続けた。映画用フィルムやセル画材の生産終了、アナログ作業に対応可能な外注先の事業撤退・廃業など物理的要因が重なり、2013年10月6日放送分よりデジタル作業工程に移行した。

### エイケンに商号変更～現在
1973年5月、TCJが保有株式をすべて譲渡したことにより、同社及びヤナセからは資本的に独立。株式会社エイケンに商号を変更した。社名は梁瀬が村田の名前「英憲」（ひでのり）の音読み（えいけん）を採用して命名した。
株式譲渡に伴い、TCJはアニメーション制作事業から撤退したため、映画部と動画センター時代に手掛けた作品の著作権は一部を除いて、エイケンに移管された。

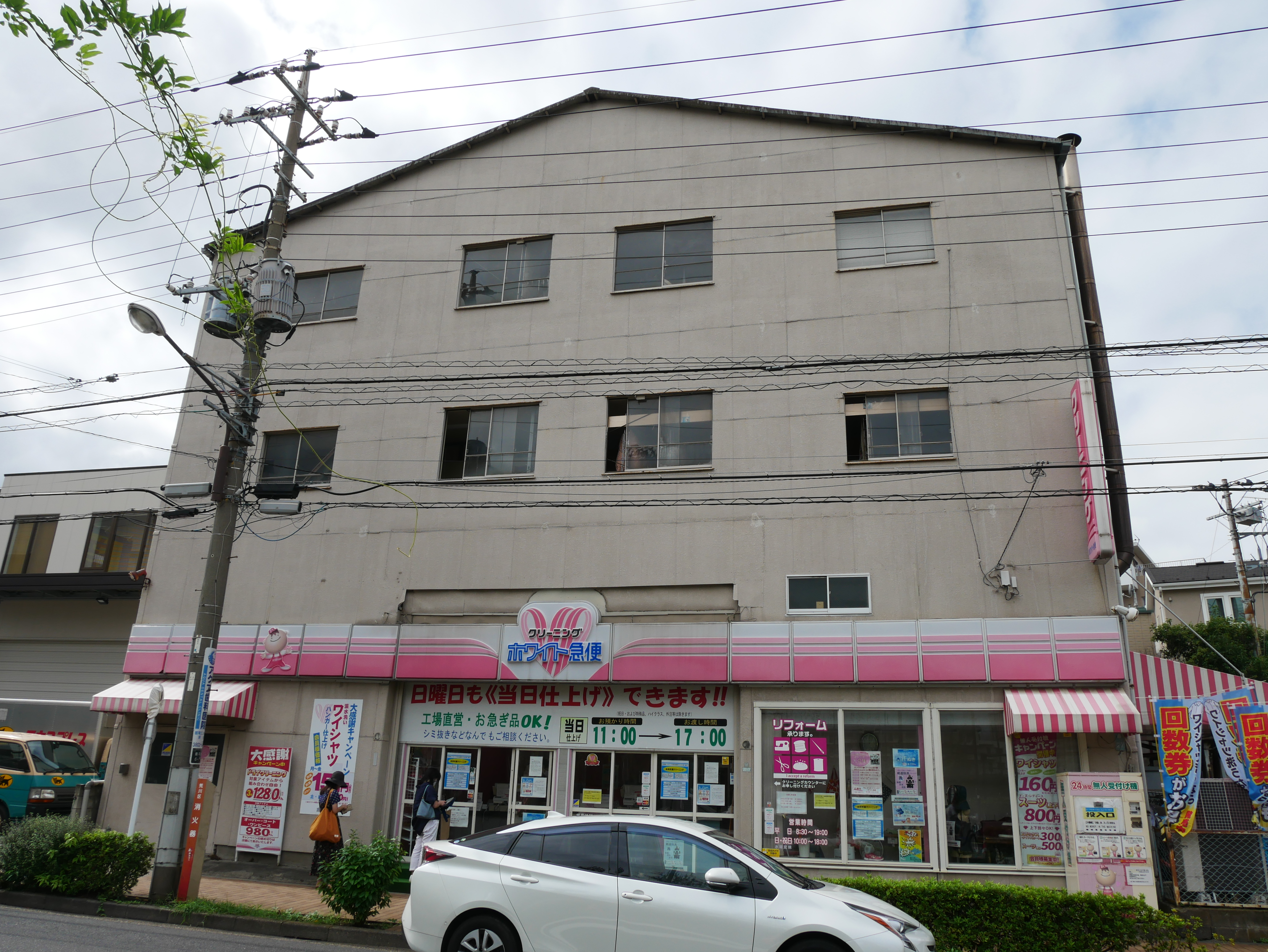
現在地に移転するまでのスタジオとして使用された建物。現在はホワイト急便 荒川工場前店が入居している。

1976年10月1日、『ほかほか家族』放送開始。同作以降のフジテレビ教養・情報系アニメ（ミニ番組）枠はエイケンが制作を一貫して担当。『親子クラブ』に至るまで、幾度の放送時間変更を繰り返しながら続いた。同番組終了後もアニメ枠は維持され、2016年からは『ぼのぼの』を制作・放映している。
1990年、自社ビルが完成し、現在地に社屋を移転する。同年以降の企画・製作した作品の制作管理はメルヘン社、マジックバスなどの同業他社に委託。エイケンは『サザエさん』の制作に専念するようになる。
2002年7月、エイケンの発行済み株式の70%を広告代理店のアサツー ディ・ケイ（ADK）が取得。同社の子会社となる。ADK特別顧問の関谷猪三男が取締役会長に就任した。フジテレビも同時期に株式の10%を取得している。
2007年、会長の関谷が退任。創業者で代表取締役社長の村田が代表取締役会長に就任。副社長の毛内節夫が代表取締役社長に就任した。
2008年、東京国際アニメフェア2008で村田が第4回功労賞表彰を受章。
2014年、「エイケンクラシカル」ブランドを立ち上げ。ベストフィールドにより、初期作品のDVD-BOXを発売した。
2017年8月31日、村田英憲が代表取締役を退任。名誉会長に就任した。
2018年3月10日、2019年に分社化から50周年を迎えるのに伴い「エイケン50周年プロジェクト」を開始。併せてエイケンがこれまで制作した人気アニメの登場キャラクターが集合したメインビジュアルを公開した。
同年3月27日、毛内節夫が代表取締役を退任して取締役相談役に異動したことに伴い、取締役の中村達朗が代表取締役社長に昇任した。
2023年3月27日、中村達朗が代表取締役を退任して顧問に異動したことに伴い、ADKマーケティング・ソリューションズ出身の高田幸郎が代表取締役社長に就任した。

## 作品履歴

### テレビアニメ
| 開始年 | 放送期間          | タイトル                    | 名義                     | 備考                     |
| ------ | ----------------- | --------------------------- | ------------------------ | ------------------------ |
| 1963年 | 9月 - 1964年2月   | 仙人部落                    | TCJ                      |                          |
| 1963年 | 10月 - 1966年11月 | 鉄人28号                    | TCJ                      |                          |
| 1963年 | 11月 - 1964年12月 | エイトマン                  | TCJ                      |                          |
| 1965年 | 1月 - 1967年1月   | スーパージェッター          | TCJ                      |                          |
| 1965年 | 5月 - 1967年3月   | 宇宙少年ソラン              | TCJ                      |                          |
| 1965年 | 6月 - 1966年5月   | 遊星少年パピイ              | TCJ                      |                          |
| 1966年 | 6月 - 1967年2月   | 遊星仮面                    | TCJ                      |                          |
| 1967年 | 4月 - 12月        | 冒険ガボテン島              | TCJ                      |                          |
| 1967年 | 10月 - 12月       | スカイヤーズ5（モノクロ版） | TCJ                      |                          |
| 1968年 | 9月 - 1969年3月   | サスケ                      | TCJ                      |                          |
| 1969年 | 4月 - 9月         | 忍風カムイ外伝              | TCJ動画センター          |                          |
| 1969年 | 10月 -            | サザエさん                  | TCJ動画センター→エイケン |                          |
| 1969年 | 12月28日          | こおろぎの冒険              | TCJ                      | 共同制作：ビデオクラフト |
| 1970年 | 3月 - 7月         | 動物村ものがたり            | TCJ動画センター          |                          |
| 1970年 | 4月 - 9月         | ばくはつ五郎                | TCJ                      |                          |
| 1970年 | 10月 - 1971年3月  | のらくろ                    | TCJ動画センター          |                          |
| 1971年 | 10月 - 1972年3月  | スカイヤーズ5（カラー版）   | TCJ                      |                          |
| 1972年 | 10月 - 1973年9月  | おんぶおばけ                | TCJ動画センター          |                          |

| 開始年 | 放送期間          | タイトル                                | 備考                                                   |
| ------ | ----------------- | --------------------------------------- | ------------------------------------------------------ |
| 1973年 | 10月 - 1974年3月  | 冒険コロボックル                        |                                                        |
| 1974年 | 10月 - 1975年3月  | ジムボタン                              |                                                        |
| 1975年 | 7月 - 8月         | イルカと少年                            | フランスとの合作                                       |
| 1976年 | 4月 - 9月         | UFO戦士ダイアポロン                     |                                                        |
| 1976年 | 10月 - 1982年3月  | ほかほか家族                            |                                                        |
| 1976年 | 10月 - 1977年2月  | UFO戦士ダイアポロンII                   |                                                        |
| 1980年 | 4月 - 8月         | キャプテン（スペシャル版）              |                                                        |
| 1981年 | 4月26日           | どんべえ物語                            |                                                        |
| 1983年 | 1月 - 7月         | キャプテン（TVシリーズ版）              |                                                        |
| 1984年 | 4月 - 9月         | ガラスの仮面                            |                                                        |
| 1984年 | 7月 - 8月         | 銀河パトロールPJ                        | フランスとの合作                                       |
| 1984年 | 10月 - 1987年4月  | ドタンバのマナー                        |                                                        |
| 1985年 | 4月 - 1986年9月   | 六三四の剣                              |                                                        |
| 1987年 | 4月 - 1994年9月   | ことわざハウス                          |                                                        |
| 1988年 | 10月 - 1992年3月  | ハーイあっこです                        |                                                        |
| 1989年 | 10月 - 1990年12月 | シートン動物記                          | 共同制作：サンシャインコーポレーション・オブ・ジャパン |
| 1990年 | 9月15日           | コボちゃんスペシャル 秋がいっぱい!!     | シリーズ制作協力：メルヘン社                           |
| 1991年 | 9月15日           | コボちゃんスペシャル 夢いっぱい!!       | シリーズ制作協力：メルヘン社                           |
| 1992年 | 10月 - 1994年3月  | コボちゃん（TVシリーズ版）              | シリーズ制作協力：メルヘン社                           |
| 1994年 | 9月15日           | コボちゃんスペシャル 祭りがいっぱい!    | シリーズ制作協力：メルヘン社                           |
| 1994年 | 10月 - 2013年3月  | 親子クラブ                              | 制作協力：ワック、ロケットビジョン（2009年頃～）       |
| 1996年 | 4月 - 1997年6月   | いじわるばあさん（第2作）               | シリーズ制作協力：メルヘン社                           |
| 1998年 | 9月15日           | コボちゃんスペシャル 約束のマジックディ | シリーズ制作協力：メルヘン社                           |
| 2000年 | 12月 - 2001年3月  | すてき!さくらママ                       | 初のデジタル制作作品                                   |
| 2005年 | 3月               | ゴキブリちゃん                          | シリーズ制作協力：リバティシップ                       |
| 2013年 | 4月 - 2016年3月   | 鉄人28号ガオ!                           | シリーズ制作協力（作画工程）：TYOアニメーションズ      |
| 2016年 | 4月 -             | ぼのぼの                                | シリーズ制作協力（作画工程）：ゆめ太カンパニー         |

### 劇場アニメ
| 公開年 | タイトル                  | 名義            | 備考                     |
| ------ | ------------------------- | --------------- | ------------------------ |
| 1967年 | ヒネクーレ国ものがたり    | TCJ             | 共同制作：ビデオクラフト |
| 1971年 | 忍風カムイ外伝 月日貝の巻 | TCJ動画センター |                          |

### OVA
| 発売年 | タイトル                   | 名義     | 備考             |
| ------ | -------------------------- | -------- | ---------------- |
| 1991年 | 生命の科学ミクロパトロール | エイケン | フランスとの合作 |

### Webアニメ
| 配信年 | タイトル     | 名義     | 備考             |
| ------ | ------------ | -------- | ---------------- |
| 2009年 | 家電クンフー | エイケン | パイロットアニメ |

### 制作・製作
| 年     | タイトル                    | 制作元請                                     | 備考               |
| ------ | --------------------------- | -------------------------------------------- | ------------------ |
| 1992年 | クッキングパパ              | サンシャインコーポレーション・オブ・ジャパン | -1995年、製作      |
| 1996年 | きこちゃんすまいる          | マジックバス                                 | -1997年、製作      |
| 1998年 | 男はつらいよ 寅次郎忘れな草 | マジックバス                                 | テレビ版アニメ製作 |
| 2001年 | ゴーゴー五つ子ら・ん・ど    | マジックバス                                 | -2002年、製作      |
| 2005年 | プレイボール                | マジックバス                                 | -2006年、制作      |

### 制作協力
| 年     | タイトル                                                 | 名義     | 制作元請                                       | 備考                     |
| ------ | -------------------------------------------------------- | -------- | ---------------------------------------------- | ------------------------ |
| 2015年 | バケモノの子                                             | エイケン | スタジオ地図                                   | 美術                     |
| 2017年 | メアリと魔女の花                                         | エイケン | スタジオポノック                               | 美術協力                 |
| 2018年 | クレヨンしんちゃん 爆盛!カンフーボーイズ〜拉麺大乱〜     | エイケン | シンエイ動画                                   | 動画                     |
| 2018年 | ちびまる子ちゃん                                         | エイケン | 日本アニメーション                             | -2022年、動画            |
| 2018年 | バキ                                                     | エイケン | TMS/だぶるいーぐる                             | 第二原画                 |
| 2018年 | 少女☆歌劇 レヴュースタァライト                           | エイケン | キネマシトラス                                 | 第二原画                 |
| 2018年 | ドラえもん                                               | エイケン | シンエイ動画                                   | -2019年、原画、第二原画  |
| 2018年 | 劇場版 はいからさんが通る 後編 ～花の東京大ロマン～      | エイケン | 日本アニメーション                             | 作画協力                 |
| 2018年 | DOUBLE DECKER! ダグ&キリル                               | エイケン | サンライズ                                     | 動画                     |
| 2019年 | 映画ドラえもん のび太の月面探査記                        | エイケン | シンエイ動画                                   | 第二原画                 |
| 2019年 | クレヨンしんちゃん 新婚旅行ハリケーン 〜失われたひろし〜 | エイケン | シンエイ動画                                   | 第二原画                 |
| 2019年 | チャックシメゾウ                                         | エイケン | 日本アニメーション                             | 原画（若手アニメーター） |
| 2019年 | バースデー・ワンダーランド                               | エイケン | SIGNAL.MD                                      | 動画協力                 |
| 2020年 | ハクション大魔王2020                                     | エイケン | タツノコプロ 日本アニメーション                | 動画、仕上げ             |
| 2020年 | 名探偵コナン                                             | エイケン | トムス・エンタテインメント                     | 動画                     |
| 2020年 | SUPER SHIRO                                              | エイケン | サイエンスSARU                                 | 動画                     |
| 2020年 | 半妖の夜叉姫                                             | エイケン | サンライズ                                     | -2021年、動画            |
| 2021年 | 機動戦士ガンダム 閃光のハサウェイ                        | エイケン | サンライズ                                     | 動画                     |
| 2021年 | それいけ!アンパンマン ふわふわフワリーと雲の国           | エイケン | トムス・エンタテインメント                     | 動画                     |
| 2021年 | SCARLET NEXUS                                            | エイケン | サンライズ                                     | 動画                     |
| 2022年 | ラブオールプレー                                         | エイケン | 日本アニメーション OLM                         | 原画、第二原画           |
| 2022年 | 犬王                                                     | エイケン | サイエンスSARU                                 | 第二原画                 |
| 2022年 | カードファイト!! ヴァンガード will+Dress                 | エイケン | キネマシトラス ぎふとアニメーション STUDIOJEMI | 仕上                     |

### その他
| 年     | タイトル                   | 名義            | 備考                                                        |
| ------ | -------------------------- | --------------- | ----------------------------------------------------------- |
| 1966年 | なるへそくん               | TCJ             | パイロットフィルム                                          |
| 1967年 | アルプスの少女ハイジ       | TCJ             | パイロットフィルム                                          |
| 1967年 | ケネディ騎士団             | TCJ動画センター | パイロットフィルム                                          |
| 1969年 | 忍者武芸帳                 | TCJ             | パイロットフィルム                                          |
| 1969年 | ワタリ                     | TCJ             | パイロットフィルム                                          |
| 1987年 | 志村けんのだいじょうぶだぁ | エイケン        | -1993年、テレビ番組、オープニングタイトルアニメーション制作 |

## 同社スタッフ・OBが独立・起業した会社
現在
- スタジオ・ライブ - アニメーターの芦田豊雄が虫プロダクションを経て設立。
- 草薙 - 美術スタッフを務めた中座洋次が早乙女プロダクション、フリーを経て設立。
- スタジオWHO - 美術スタッフを務めた藤田勉が設立。

過去
- アド・コスモ - 美術スタッフを務めた泉谷実が現代制作集団出身の山本善之と設立。美術部門は解散し、事業もスタジオ・コスモに承継された。
- パンメディア - 制作進行を務めた大場伊紘がズイヨー映像、日本アニメーションを経て設立。現在は解散。
- キュープロ - 撮影スタッフの柳田久次郎が設立。現在は廃業。
- スタジオズィーベン - 撮影スタッフの新井隆文が設立。現在は廃業。
- ジェック・イー - アニメーターの小林勝利が金子勲、堀越新太郎、岡田宇啓らとともに設立。スタジオエルに吸収合併。

## 関連人物

### アニメーター・演出家
- 鳥居宥之
- ながきふさひろ
- 芦田豊雄
- 海老沢幸男
- 福田皖
- 角田利隆
- 小林勝利
- 江沢聖三
- 岡田宇啓
- 村山修（西村則男）
- 村山徹

- 関修一
- 国保誠
- 片野功
- 関本典孝
- 本多康之
- 森田浩光
- 藤原舞
- 西阪晃子
- 根岸真知子
- 小池達也
- 清川康太

- 本田奈留美
- 関口優花
- 山崎立士（アサツー ディ・ケイ出身）
- 長友孝和
- 岩澤秀平
- 岩崎翔
- 前園文夫
- 牛草健
- 川口準之祐
- 金田莉子

### 制作・プロデューサー
- 鷺巣政安
- 小室常夫
- 毛内節夫
- 関孝行
- 一色弘安
- 小野辰雄
- 渡辺米彦
- 霜田正信
- 山口秀憲
- 田中洋一
- 芝原豊
- 渡辺創（ディーライツ出身）
- 小林利雄（元宣弘社代表取締役社長）
- 松本美樹（元宣弘社プロデューサー）
- 松下洋子（元常務取締役、キティ・フィルム→アサツー ディ・ケイ出身）

### その他
- 野坂律子（脚本家、文芸担当）
- 江川真規（美術→文芸担当）
- 面出明美（脚本家、元文芸担当）
- 成島由紀子（脚本家、元文芸担当）
- 大浜誠（脚本家、元文芸担当）
- 中座洋次（草薙創業者、元美術担当）
- 藤田勉（スタジオWHO代表、元美術担当）
- 中島理（フリー、元美術担当）
- 宇田川幸勅（宣伝担当、現：テレビせとうち）
- 近藤栄三（制作担当、元総合ビジョンプロデューサー、現：NHKエンタープライズ）
- 吉田宰祐（制作担当）
- 貝田貴仁（制作担当）